# Sasha Mäkilä

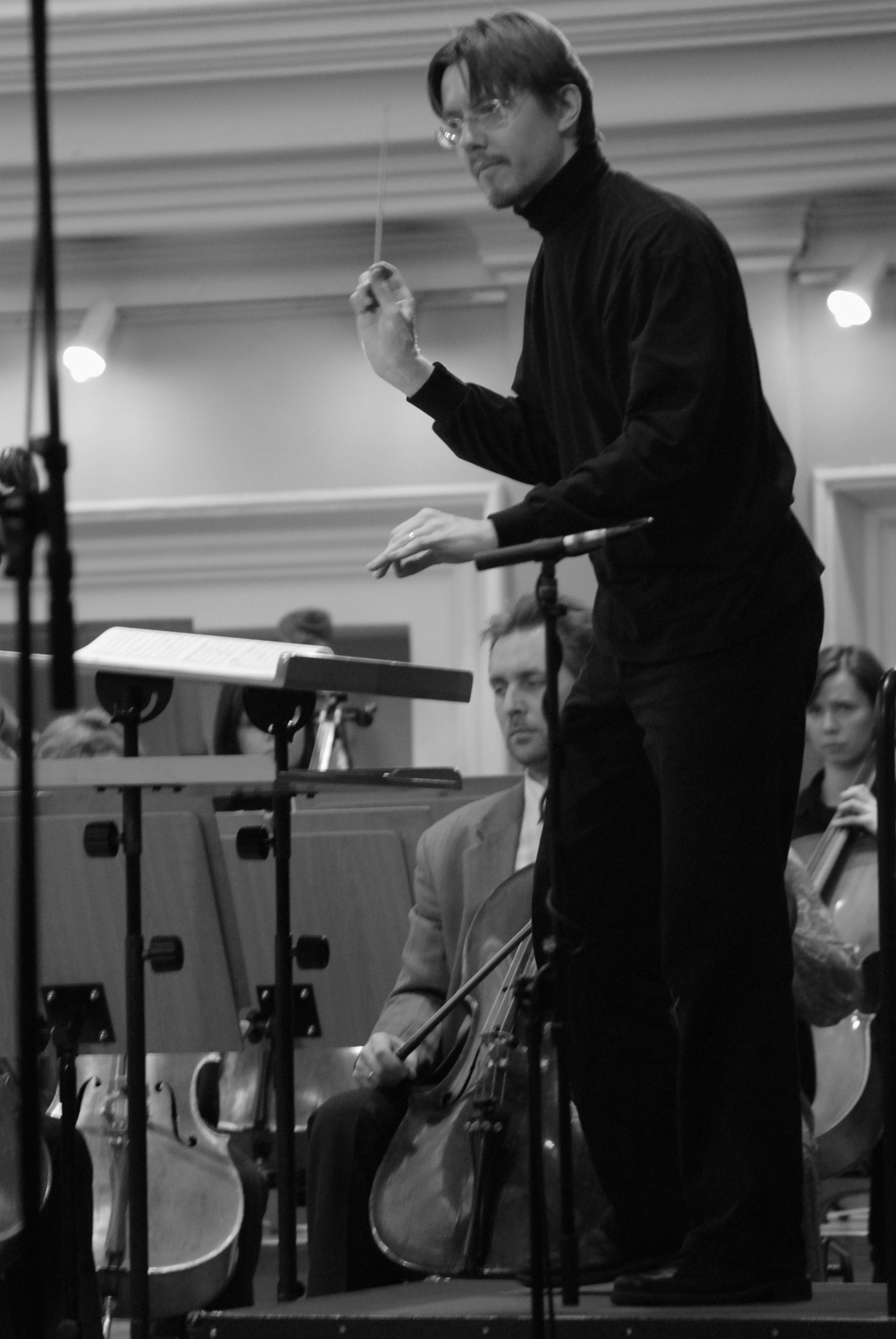
Sasha Mäkilä 2007

Sasha Mäkilä (* 19. Juni 1973 in Kerava, Finnland) ist ein finnischer Dirigent.

## Leben und Wirken
Mäkilä studierte bei Leonid Kortschmar am Rimski-Korsakow-Konservatorium in Sankt Petersburg und bei Leif Segerstam an der Sibelius-Akademie in Helsinki. Er gewann u. a. 2006 einen Preis beim Internationalen Dirigierwettbewerb Vakhtang Jordania. Von 2007 bis 2010 war er Assistent von Kurt Masur beim Orchestre National de France und von 2010 bis 2012 Assistent von Franz Welser-Möst beim Cleveland Orchestra. Von 2012 bis 2016 war er Chefdirigent der St. Michel Strings im finnischen Mikkeli. Seit 2017 ist er Künstlerischer Direktor des Helsinki Metropolitan Orchestra und ständiger Gastdirigent des Krasnoyarsk Symphony Orchestra.